# The Elder Scrolls
The Elder Scrolls (abreviat TES) este o serie de jocuri video dezvoltate de Bethesda Game Studios și publicate de Bethesda Softworks.

## Seria principală
- Arena
- II: Daggerfall
- III: Morrowind
  - Tribunal
  - Bloodmoon
- IV: Oblivion
  - Knights of the Nine
  - Shivering Isles
  - Development
  - ESRB re-rating
- V: Skyrim
  - Dawnguard
  - Hearthfire
  - Dragonborn
  - Creation Club